# III. Marineflakbrigade
Die III. Marineflakbrigade, auch III. Marine-Flak-Brigade, war ein Großverband in Brigadestärke der Marine im Zweiten Weltkrieg.

## Geschichte
Die III. Marineflakbrigade wurde im April 1943 aus dem 24. Marine-Flak-Regiment, welche im Dezember 1941 in Brest aufgestellt wurde, gebildet. Während ihrer gesamten Existenz war die Brigade und auch alle Abteilungen in Brest in der Bretagne stationiert, wo sie hauptsächlich mit dem Schutz des Hafens vor Luftangriffen betraut war. Im September 1944 nach dem Rückzug der Wehrmacht aus Frankreich wurde die Brigade aufgelöst.
Die III. Marineflakbrigade war dem Seekommandanten Bretagne unterstellt.

## Gliederung
- Marineflakabteilung 803
- Marineflakabteilung 804
- Marineflakabteilung 805
- Marineflakabteilung 811
- Marineflakabteilung 231, ab 1944 von der I. Marineflakbrigade
- 3. Marinenebelabteilung, bis Mai 1943, dann bei der IV. Marineflakbrigade
- 4. Marinenebelabteilung

## Kommandeur
- Kapitän zur See Eugen Richter: von der Aufstellung bis zur Auflösung